# I Wanna Be the Guy
『I Wanna Be the Guy The Movie:The Game』（アイ ワナ ビー ザ ガイ ザ ムービー ザ ゲーム）は、Michael "Kayin" O'ReillyがMultimedia Fusion 2で制作した、Windows用2Dアクションゲーム。
『I Wanna be the Guy』と呼ばれたり、頭文字を取って『IWBTG』と略される事もあるほか、日本語圏では「アイワナ」と呼ばれることもある。
本作は、日本のFlashゲーム『人生オワタの大冒険』の影響を受けて作られており、理不尽だがユニークなトラップがいたるところに仕込まれているという特徴がある。
トラップを回避するために、細かく激しい慎重な操作や時に大胆に動かないと死ぬ事を強要されるマップ構成となっており、たまにプレイ中に起きてしまうエラーにも打ち勝たなければならず、難しさに拍車をかけている。主人公は2段ジャンプが可能で銃を持っているが、落下（というより飛来）する「デリシャスフルーツ」にさえ、触れただけで血煙を上げながら死ぬ弱さも併せ持つ。
加えて、本作ではレトロゲーム的な画面構成と2Dアクションに、よりスリルとスピーディにあふれた物になっている。
2012年には、続編となる『I Wanna Be the Guy: Gaiden』が配信された。
さらに、2020年12月23日には、Michael監修のもと、有志が制作したリマスター版　『I Wanna Be The Guy Remastered』がファイル配信サービスMegaを通じて配信された。

## 開発
日本のアスキーアート、およびスラングである人生オワタをテーマにした『人生オワタの大冒険』というFLASHゲームが、本作を作るきっかけになった。このFLASHゲームは、タイトルのアスキーアート名にちなみ、あらゆるところに理不尽な一撃死トラップが仕込まれているゲームとなっている。そのトラップはユニークな物も含めて多様多種なバリエーションに富む。このFLASHゲームをプレイしたMichaelが、より強烈なアクションゲームに出来ると意気込んだところから制作が始まった。
本作で使用されているグラフィックや音楽は、他の商業用ゲームで使用された物を無断で使用している。その一例として、ゲームオーバー時で鳴る『GUILTY GEAR ISUKA』の曲（クローンゲームの大半も含めて使用されている）などがある。

## 反響
絶妙な難しさや意表を突いたトラップの数々が注目され、二次創作がいくつもつくられるようになった。
また、元になった『人生オワタの大冒険』に本作の要素が逆輸入されたことがあり、後に『IWBTG』の作者であるMichaelが『人生オワタの大冒険』の作者であるキングにお礼のメールを送ることとなった。
オリジナル作品の分野においても、『Super Meat Boy』や『Celeste』、および『 バトルキッド 危険な罠 』などといった作品のゲームデザインにも影響を与えた。

### 二次創作
本作が公開された約9ヶ月後、オーストラリアの大学生であるtijitalが、本作を元にGame Makerで製作した『I wanna be the Fangame!』を公開し、さらにGame Maker用の作成素材データも一緒に公開した。これが切っ掛けとなり世界各国で二次創作物が製作されるようになった。
その作品の殆どが、元タイトルにあるGuyの代わりに別の言葉を入れるのが習慣となっている。
また、『I Wanna Be The Four Elements』のように、スマートフォン向けの二次創作も存在する。
これらは、日本では一般的に「アイワナシリーズ」と呼ばれている。

### 評価
Game*Sparkの秋夏は、高難易度ゲーム特集の中で本作を取り上げ、内容が難しいことに加え、ゲームそのものがクラッシュしやすい点が難易度を上昇させていると述べている。